# Seznam lihtenštajnskih smučarjev
Seznam lihtenštajnskih smučarjev.

## B
- Marco Büchel
- Anna-Laura Bühler
- Rebecca Bühler
- Hans Burkhard

## F
- Diana Fehr
- Markus Foser
- Joana Frick
- Paul Frommelt
- Willi Frommelt

## G
- Nico Gauer
- Ian Gut

## H
- Jürgen Hasler
- Birgit Heeb-Batliner
- Simon Heeb
- Alexander Hilzinger
- Gregor Hoop
- Manuel Hug

## K
- Jolanda Kindle

## M
- Günther Marxer

## N
- Marina Nigg

## P
- Marco Pfiffner

## S
- Sarah Schädler
- Tamara Schädler

## V
- Achim Vogt
- Daniel Vogt

## W
- Tina Weirather
- Andreas Wenzel
- Petra Wenzel
- Hanni Wenzel